# اتچو ایکو-ایکی
اتچو ایکو ایکی (به ژاپنی: 越中一向一揆（えっちゅういっこういっき); سال یازدهم بونمئی از حدود ۱۴۷۹ تا ۱۵۷۶، ایکو-ایکی (شورش دهقانی مذهبی) در اطراف معبد زوایسن (瑞泉寺) در ولایت اتچو و پیروان تسوچییاما گوبو متمرکز بود. این یک خاندان حاکم منطقه ای شد و توسط اوئه‌سوگی کنشین سرکوب شد. مقر آن قلعه سومینه  (تسوچییاما گوبو)، معبد زوایسن و معبد شوکو در ژاپن بود.